# 팔루자

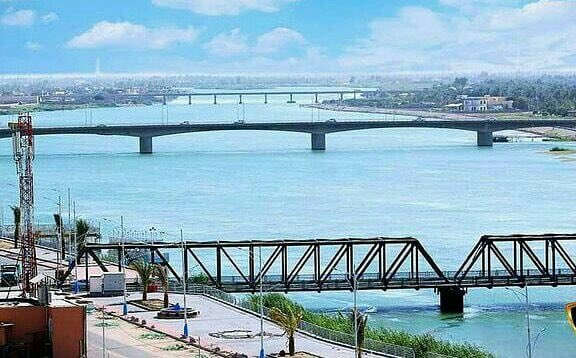
팔루자 시가지

팔루자(아랍어: الفلوجة 알팔루자[*], 영어: Fallujah)는 이라크 중부에 위치한 안바르주의 도시로, 인구는 275,128명(2011년 기준)이며 시아파 무슬림들의 성지 가운데 하나인 나자프 부근에 위치한다. 바그다드(이라크의 수도)에서 서쪽으로 약 70km 정도 떨어진 곳에 위치한다. 200여 개에 달하는 모스크가 있기 때문에 "모스크의 도시"라는 별칭이 붙여졌으며 과거 이라크 수니파 무슬림들의 거점이었던 곳이다. 한때 IS가 이곳을 점령했으나 2016년 6월 이라크 보안군이 다시 이 곳을 수복했다.

## 같이 보기
- 1차 팔루자 전투
- 2차 팔루자 전투
- 3차 팔루자 전투